# Jacques Burko
Jacques Burko, właśc. Jakub Burko (ur. 15 czerwca 1933 w Warszawie, zm. 23 marca 2008 w Paryżu) – francuski tłumacz z języka polskiego i rosyjskiego, inżynier chemik polskiego pochodzenia.

## Biogram
W 1947 r. Jakub Burko wraz z matką, lek. stomatologiem, wyjechał na emigrację do Francji. We Francji, po zdaniu matury i ukończeniu Politechniki, był m.in. kierownikiem laboratorium chemicznego, a później dyrektorem generalnym państwowego koncernu Potasse d’Alsace, doradcą naukowym we francuskiej telewizji, autorem felietonów w tygodniku „L’eExpress”, a także redaktorem pisma „Mendes France”. Przez ostatnie lata życia prowadził na Sorbonie seminarium z teorii przekładu.
W latach 60. znajdował się w kręgu zainteresowania polskiej Służby Bezpieczeństwa, która prowadziła przeciwko niemu Sprawę Operacyjnego Rozpracowania o kryptonimie „Bury”. SB chodziło o uzyskanie dostępu do patentu Jacques’a Burko dotyczącego anihilacji odpadów radioaktywnych. SB próbowała do inwigilacji wykorzystać – bezskutecznie, wbrew temu co pisze J. Siedlecka – przyjaciela J. Burko z lat szkolnych, pisarza Aleksandra Minkowskiego, który z pobytu u Burko napisał książkę Wyprawa na rue Lepic oraz publikował o nim eseje na łamach „Nowej Kultury” i „Literatury na Świecie”.
Jako tłumacz Jacques Burko zajmował się przede wszystkim poezją. W jego przekładach ukazały się we Francji pozycje takich twórców jak Zbigniew Herbert (antologia Redresse-toi et va, Editions de la Différence, 1995; Elégie pour le départ et Rovigo, Le Passeur, 2000), Jerzy Ficowski (zbiór wierszy Tout ce que je ne sais pas, Buchet/Chastel, 2005, Déchiffrer les cendres, Est-Ouest, 2005), Julian Tuwim (La locomotive, 2001; wybór utworów Pour tous les hommes de la terre, 1993), Andrzej Szczypiorski (Jeu avec le feu, Liana Levi, 2000), Krzysztof Niemczyk (La courtisane et les poussins La Différence, 1999) czy Piotr Bednarski (Un goût de sel, 2008). W r. 2011 nakładem Wydawnictwa Literackiego ukazał się w Polsce wybór wierszy Jacques’a Burko „Wątpewności” [Certidoutes”] w przekładzie Tomasza Różyckiego.
W 2001 otrzymał nagrodę literacką ZAiKS-u dla tłumaczy.